# Kurówka
Kurówka is een rivier in Polen, het is de rechtse zijrivier van Wisła. Kurówka stroomt door het hoogland van Lublin.
Kurówka heeft een lengte van 50 km en een stroomgebied van 395,4 vierkante km.
De bron van de rivier bevindt zich in de buurt van Piotrowice Wielkie. Verder stroomt Kurówka door de wiowodschap Lublin en mondt in Wisła uit nabij Puławy. Kurówka wordt gebruikt door de stikstofkunstmestfabriek van Puławy als de voornaamste waterbron. De afvalwater wordt direct in Kurówka terug gelost. Om vervuiling van Wisła te voorkomen, komt het water uit Kurówka niet rechtstreeksin Wisła terecht, maar passeert het eerst via een dammen- en sluizenstelsel.
De belangrijkste zijnrivieren van Kurówka zijn: Struga Kurów, Białka en Wodna Struga.
Er liggen volgende nederzettingen aan Kurówka: Garbów, Markuszów, Kurów, Końskowola en Puławy.